# Chionographis chinensis
Chionographis chinensis är en nysrotsväxtart som beskrevs av Kurt Krause. Chionographis chinensis ingår i släktet Chionographis och familjen nysrotsväxter. Inga underarter finns listade.